# Nabu-nadin-zeri
Nabu-nadin-zeri was in 734-732 v.Chr. koning van Babylon. 
Hij wordt genoemd op koningslijst A en de Babylonische Kroniek i. Hij volgde zijn vader Nabu-nasir op en was evenals deze sterk afhankelijk van de welwillendheid van de Assyriërs. Met name in het zuiden vormden de Aramese en Chaldeeuwse stammen een grote bedreiging. Een opstand maakte een einde aan zijn bewind en zijn leven.